# Dogbowl
Stephen Tunney, in arte Dogbowl (...), è un musicista e scrittore statunitense conosciuto per essere stato tra i fondatori del gruppo musicale d'avanguardia dei King Missile (Fly Dog Religion) e per la lunga carriera solista.
Ha inoltre pubblicato alcune novelle con il proprio nome di battesimo.

## Biografia
Dopo aver fondato i King Missile nel 1986, ne curò gli arrangiamenti dei primi due album, Fluting On The Hump (1987) e They (1988) pubblicati dalla Shimmy Disc di Mark Kramer.
Nel 1989 iniziò la carriera solista esordendo con il concept album Tit, edito sempre dalla Shimmy Disc, sorta di opera tragicomica con i brani surreali cantati con tono bambinesco. Ma è nel 1991 che l'artista pubblica quello che è considerato il suo capolavoro, l'album Cyclops Nuclear Submarine Captain.
Ha proseguito poi con altre pubblicazioni e collaborato poi con Kramer in due album usciti tra il 1994 ed il 1995.

## Discografia

### Album
- Tit! An Opera (Shimmy Disc, 1989)
- Cyclops Nuclear Submarine Captain (Shimmy Disc, 1991)
- Flan (Shimmy Disc, 1992)
- Project Success (Shimmy Disc, 1993)
- Nuage, Nuage (come Dogbowl and The Peter Parker Experience, Lithium/Labels-Virgin France, 1994)
- Live on WFMU (Lithium Records, 1995)
- The Zeppelin Record (Lithium Records, 1998)
- Fantastic Carburetor Man (Eyeball Planet, 2001)
- The Best of Dogbowl Volume II (62TV Records, 2001)
- Le Chien Lunatic: Dogbowl Live in Bruxelles (Eyeball Planet, 2003)
- Songs for Narcisse (Eyeball Planet, 2005)
- Dogbowl Live at CBGB 1985-1986 (Eyeball Planet, 2007)

### Con Kramer
- Hot Day in Waco (Shimmy Disc, 1994)
- Gunsmoke (Shimmy Disc, 1995)

### Con i King Missile (Dog Fly Religion)
- Fluting on the Hump (Shimmy Disc, 1987)
- They (Shimmy Disc, 1988)